# Porta dei Vacca
La Porta dei Vacca, detta in origine Porta di Santa Fede, dal nome della vicina chiesa (sconsacrata nel 1926 e oggi sede di uffici comunali) e anche soprannominata Porta Sottana, in contrapposizione alla coeva Porta Soprana, fa parte delle opere di fortificazione della cinta muraria genovese del XII secolo
La porta, accesso da ponente a via del Campo, è sopravvissuta allo sviluppo urbanistico perché nel Seicento fu inglobata in due palazzi dei Rolli: la torre a monte fu annessa al palazzo Marc'Aurelio Rebuffo e quella a mare al palazzo Lomellini-Serra. Nel 1782 le torri furono rivestite con lastre di pietra e vennero aperte anche delle finestre.
La porta è stata restaurata nel 1960-61 con un intervento limitato alla torre a mare; pertanto la torre a monte presenta ancora il rivestimento attuato da G.B. Pellegrini nel 1782 ed è incorporata nel vicino palazzo Serra. L'altra torre ha riacquistato invece l'aspetto originario, a parte la zona nascosta nel raccordo con il palazzo che prospetta su via Gramsci.

## Architettura
Dal punto di vista architettonico, come la più conosciuta Porta Soprana, Porta dei Vacca è formata da due torri semicircolari coronate da una merlatura ghibellina, che fiancheggiano verso l'esterno un arco a sesto acuto, mentre il lato interno presenta un protiro sostenuto da due ordini di colonne con capitelli a motivi zoomorfi e fitomorfi. Il cammino di ronda, come la sommità delle torri, è protetto da una merlatura ghibellina.
Un lavoro di restauro e recupero effettuato negli anni 1960-61 ha liberato dalle sovrastrutture settecentesche la torre a mare e riportato alla luce l'originaria struttura a architettonica, evidenziando i conci di pietre squadrate e gli archetti pensili al di sotto della merlatura.